# نادي الشباب الرياضي السالمي
نادي الشباب الرياضي السالمي هو نادي رياضي مغربي من مدينة حد السوالم تأسس سنة 1984، ويمارس في الدوري المغربي لكرة القدم القسم الثاني.
حقق نادي الشباب الرياضي السالمي الصعود إلى البطولة الوطنية المغربية لأول مرة في تاريخه موسم 2020-2021، وذلك بعد تصدره الترتيب العام لدوري الدرجة الثانية المغربي.